# 長崎市立伊良林小学校
長崎市立伊良林小学校（ながさきしりつ いらばやししょうがっこう、Nagasaki City Irabayashi Elementary School）は、長崎県長崎市伊良林一丁目にある公立小学校。

## 概要
歴史
1902年（明治35年）に開校した「伊良林尋常小学校」を前身とし、2012年に創立110周年を迎えた。
学校教育目標
「花いっぱい えがおがいっぱい 歌いっぱい」
校歌
2番まであり、校名の「伊良林」は2番に登場する。
校区
中学校区は長崎市立桜馬場中学校。
特色
中島川沿いにあり、ホタルの放流を行っている。

## 沿革
- 1902年（明治35年）8月17日[2] - 「伊良林尋常小学校」が開校[3]（後に高等科を併設し、「伊良林尋常高等小学校」と改称）。
- 1924年（大正13年） - 長崎市で3番目となる鉄筋コンクリート造りの校舎が完成。
- 1935年（昭和10年）6月1日 - 青年学校令に伴い、伊良林青年学校（男子対象）を併設。
- 1940年（昭和15年）4月30日 - 併設していた伊良林青年学校を廃止。
- 1941年（昭和16年）4月1日 - 国民学校令に伴い、「長崎市伊良林国民学校」に改称。
- 1945年（昭和20年）
  - 8月9日 - 長崎市への原子爆弾投下後、救護所が設けられ、[4]多くの負傷者が運び込まれた。
  - 10月20日 - 長崎軍政府教育情報主任グールド大尉が視察のために来校。学用品や教材等の使用状況を調査することが目的であった。
- 1947年（昭和22年）4月1日 - 学制改革に伴い、旧・国民学校初等科が改組され、「長崎市立伊良林小学校」（現校名）となる。
  - 旧・国民学校の高等科の生徒は長崎市立高等女学校内に併設された長崎市立桜馬場中学校（新制中学校）へ通うこととなる。
- 1968年（昭和43年）2月10日 - 体育館が完成。
- 2002年（平成14年） - 創立100周年記念式典を挙行。
- 2021年（令和3年）- 新校舎が完成。

## アクセス
最寄りの路面電車停留場
- 長崎電気軌道蛍茶屋支線新中川町停留場

最寄りのバス停
- 長崎バス・長崎県営バス「新中川町」バス停

最寄りの国道・県道
- 国道34号

## 周辺
- 長崎市立桜馬場中学校
- 長崎県立鳴滝高等学校
- 瓊浦高等学校